# NATO Science for Peace and Security
NATO Science for Peace and Security (SPS) ist ein Programm der NATO, das die zivile Zusammenarbeit im Bereich Wissenschaft und Innovation unterstützt. Es ging im Jahr 2006 aus dem seit 1958 unterhaltenen NATO Wissenschaftsprogramm hervor.
Abzugrenzen ist SPS von der militärischen Organisation für Wissenschaft und Technologie der NATO (Science and Technology Organization; STO).

## Ziel
Ziel des SPS ist die Herstellung des Dialogs und die Intensivierung der Zusammenarbeit zwischen den Mitgliedstaaten der NATO und ihren Partnerländern in Fragen der wissenschaftlichen Forschung und technologischen Entwicklung.
Auf der Grundlage der strategischen Ziele der NATO dient das Programm zivilen Aktivitäten in sicherheitsrelevanten Bereichen. Im Vordergrund stehen dabei die Abwehr von Terrorismus, die Steigerung der defensiven Bereitschaft in der Cyberkriegführung, Sicherheitsfragen in der Energieversorgung und Katastrophenvorsorge sowie Antworten auf Bedrohungen durch atomare, biologische und chemische Waffen (CBRNE).

## Geschichte
Vorläufer des SPS war das NATO-Wissenschaftsprogramm, das im Jahr 1956 als ein Eckpfeiler der nicht-militärischen Zusammenarbeit des Nordatlantikpakts als politischer Organisation vorgeschlagen wurde. Der Gedanke war, dass ein wichtiger Beitrag zur Sicherheit aus Fortschritten in Wissenschaft und Technologie erwachsen werde. Das Programm wurde auch als „dritte Dimension“ der NATO bezeichnet.
Der Nordatlantikrat (NAC) beschloss im Jahr 1958 die Gründung des NATO-Wissenschaftsausschusses (Science Committee; SCOM), der aus je einem von den Regierungen der Mitgliedstaaten benannten nationalen Vertreter unter Leitung eines für Wissenschaft zuständigen Assistent Secretary General (beigeordneter Generalsekretär) bestand. SCOM tagte erstmals im März 1958 in Paris. Bereits im Jahr 1969 wurde zusätzlich der „Ausschuss für die Herausforderungen der modernen Gesellschaft“ (Committee on the Challenges of Modern Society; CCMS) ins Leben gerufen, um den sich abzeichnenden Umweltproblemen als neue Bedrohung Beachtung zu schenken.
Das NATO-Wissenschaftsprogramm förderte vier Jahrzehnte die Zusammenarbeit zwischen Wissenschaftlern der Mitgliedstaaten. Nach Ende des Kalten Krieges Anfang der 1990er Jahre war es auch Wissenschaftlern und Experten aus Nicht-NATO-Staaten möglich, an Projekten des Wissenschaftsprogramms teilzunehmen. Gemeinsame Projekte unter Teilhabe von NATO-Mitgliedstaaten, Partnerstaaten und Staaten des Mittelmeer-Dialogs sollten vermittels der entstehenden und sich vertiefenden Verbindungen dem Ziel der Förderung von Fortschritt und Frieden dienen. Ende der 1990er Jahre lag das Jahresbudget des Wissenschaftsprogramms bei 50 Millionen D-Mark.
Im Jahr 2004 wurde aus dem NATO-Wissenschaftsprogramm das NATO-„Programm für Sicherheit durch Wissenschaft“ (Programme for Security through Science). Die Konzentration auf sicherheitsbezogene Kooperationsprojekte sollte die nun bedeutsam gewordene Bedrohung durch weltweiten Terrorismus reflektieren.
Im Jahr 2006 wurden SCOM und CCMS fusioniert und es entstand SPS, um die Zusammenarbeit im Kampf gegen den Terrorismus mit den wissenschaftlichen Aktivitäten auf dem Feld der Sicherheitspolitik zu verknüpfen. So wurde die Forschung und Entwicklung im Bereich der Sprengstoffdetektion und des Schutzes vor chemischen, biologischen, radiologischen und nuklearen Stoffen intensiver gefördert. Weitere Aktionsfelder waren die Vernichtung gefährlicher Chemikalien in den Partnerländern und die Hilfe für afghanische akademische Einrichtungen sowie die Verbesserung des Zugangs zum Internet in Ländern Zentralasiens und des Kaukasus („Virtual Silk Highway Project“; virtuelle Seidenstraße).
Der SPS-Ausschuss wurde im Rahmen der Reform der NATO Struktur im Jahr 2010 aufgelöst. Das SPS-Programm und sein Personal wurde in die Abteilung für neu entstehende Sicherheitsherausforderungen (ESC) überführt. Der Assistant Secretary General for Emerging Security Challenges (ASG/ESC) ist für das SPS-Programms verantwortlich und berichtet den Mitgliedstaaten im Political and Partnerships Committee (PPC). Dort wird auch, nach der wissenschaftlichen Überprüfung durch eine Independent Scientific Evaluation Group (ISEG), die Genehmigung für die finanzielle Förderung von Projekten erteilt.
Deutsche Vertreter (Auswahl) im NATO Wissenschaftsausschuss und nachgeordneten Gremien waren Eduard Pestel (1966 bis zu seinem Tod 1988), Oskar Mahrenholtz (1989 bis 2001) und Edwin Kreuzer (1996 bis 2002 Mitglied des Beirats für die NATO Advanced Study Institute). Deutsches Mitglied der Independent Scientific Evaluation Group ist seit 2016 Ulrik Neupert.

## Organisation und Arbeitsweise
Die Aktivitäten des SPS führt Wissenschaftler, Experten aus der Wirtschaft und Regierungsvertreter zusammen, um praktische, ergebnisorientierte Forschungs- und Entwicklungsarbeit zu betreiben. Dabei passt es sich Veränderungen der sicherheitspolitischen Rahmenbedingungen an. Es trägt auf diese Weise auch zur Stabilität und Ausbildung adäquater Strukturen (Capacity Building) in Partnerländern bei.
Pro Jahr werden im Durchschnitt 50 Projekte der Zusammenarbeit gefördert.
Die Unterstützung wissenschaftlicher Zusammenarbeit durch das SPS folgt üblichen Mechanismen. Die drei Arten der Förderungen sind „Advanced Research Workshops“ (ARW) genannte Konferenzen, „Advanced Study Institutes“ (ASI) und „Advanced Training Courses“ (ATC). Hierbei geht es sowohl um vom internationalen Stab der NATO in Zusammenarbeit mit Bündnispartnern und/oder Partnerländern angeregte „Top-down“ als auch von Wissenschaftlern und Experten selbst eingereichten „Bottom-up“ Aktivitäten.
Für eine Förderung ist Bedingung, dass der Antrag von Beteiligten aus mindestens einem NATO-Mitgliedstaat und einem Partnerland gemeinsam ausgearbeitet und vorgelegt wird. Ferner müssen die Anträge den Schwerpunkten des SPS entsprechen. Im Rahmen eines mehrstufigen Antragsprüfverfahrens werden fachliche, wissenschaftliche und politische Kriterien berücksichtigt. Der Ausschuss für Partnerschaften und kooperative Sicherheit (PCSC) entscheidet schließlich über die Annahme oder Ablehnung von Projektanträgen.